# Mikel González
Mikel González de Martín Martínez (* 24. September 1985 in Mondragón, Baskenland) ist ein spanischer Fußballspieler.

## Spielerkarriere
Mikel González startete seine Karriere als Fußballer in seiner baskischen Heimat beim spanischen Traditionsclub Real Sociedad. Zunächst spielte er zwei Jahre lang im B-Team, ehe er 2005 in die Profimannschaft berufen wurde. In seiner ersten Profisaison kam er nur dreimal zum Einsatz, mittlerweile spielt er jedoch regelmäßig in der Abwehr. Auch nach dem Abstieg seiner Mannschaft 2006/07 hielt er seinem Team die Treue.